# Городок (Степаниковское сельское поселение)
Городо́к — деревня в Вяземском районе Смоленской области России. Входит в состав Степаниковского сельского поселения. Население — 3 жителя (2007). 

## География
Расположена в восточной части области в 5 км к юго-востоку от Вязьмы, в 7 км восточнее автодороги Р132 Вязьма — Калуга — Тула — Рязань, на берегу реки Утка. В 0,1 км южнее деревни расположена железнодорожная станция О.п. 11-й км на линии Вязьма — Калуга.

## История
В годы Великой Отечественной войны деревня была оккупирована гитлеровскими войсками в октябре 1941 года, освобождена в марте 1943 года.

## Население
1. Н/Д[2]

1. Н/Д[3]

## Известные уроженцы, жители
- Крылов, Степан Иванович (1910—1998) — советский актёр.